# Tạp chí Chosun
Tạp chí Chosun là một trang web độc lập, phi lợi nhuận kết nối các cộng đồng vì nhân quyền ở Bắc Triều Tiên. Nó được bắt đầu vào tháng 2 năm 2001 và có mục đích trở thành bảo tàng thảm sát ảo đầu tiên của Triều Tiên được đặt trong thời gian thực.
Ngoài việc đóng vai trò là cổng thông tin điện tử cập nhật tin tức mới nhất liên quan đến nhân quyền tại Bắc Triều Tiên, mạng lưới báo chí người cứu hộ, người tị nạn, người đào tẩu, quan chức chính phủ, giới trí thức và giới truyền thông còn mang lại động lực hơn nữa cho phong trào nhân quyền Bắc Triều Tiên. Đây là một nguồn tài nguyên cho các tạp chí học thuật và những cuốn sách bán chạy nhất như Trường hợp dân chủ của tác giả Natan Sharansky.
Tạp chí được tạo tiền đề dựa trên niềm tin rằng càng nhiều người biết về những hành động tàn bạo nhân quyền đang xảy ra ở Bắc Triều Tiên, thì áp lực mà thế giới phải gánh chịu đối với chế độ chủ nghĩa Stalin càng lớn, dẫn đến việc chế độ này đang tiếp tục ngược đãi 21 triệu người dân Bắc Triều Tiên không bị trừng phạt. Nó đã tổ chức cho những người sống sót trong các trại tập trung Bắc Triều Tiên để họ có thể chia sẻ lời khai tại các khuôn viên trường đại học và nhà thờ của Hoa Kỳ. Đây cũng được coi là nơi đứng sau của bốn người tị nạn Bắc Triều Tiên qua một tuyến hỏa xa ngầm.
Các hoạt động báo chí khác liên quan đến việc vận động các cơ quan chính phủ thông qua các dự luật hỗ trợ những người tị nạn Bắc Triều Tiên bị ngược đãi đang trốn tại Trung Quốc, và kiến nghị các quan chức khoan hồng cho những người bị bắt đang xin tị nạn.